# Cardiobatus
Cardiobatus là một chi thực vật có hoa trong họ Hoa hồng.